# Pueblo aburé
El pueblo aburé (también conocido como aboure) pertenece al grupo akan lagunar. Habitan al sureste selvático de Costa de Marfil en las regiones de Sud-Comoé y Abidyán, subprefecturas de Bonua y Gran Basssam. También tienen comunidades en Abidyán y sus alrededores. Actualmente se organizan en tres grandes grupos: los Ehivê de Bonoua, los Ehê de Moossou y los Ossouom de Ebra.
La mayoría se gana la vida con la agricultura. Cultivan huertas y plantíos de subsistencia en campos de su propiedad. Otros trabajan en cooperativas agrícolas que cultivan aceite de palma, coco, mandioca o plátanos. También son contratados en grandes plantaciones de caucho y aceite de palma.

## Historia

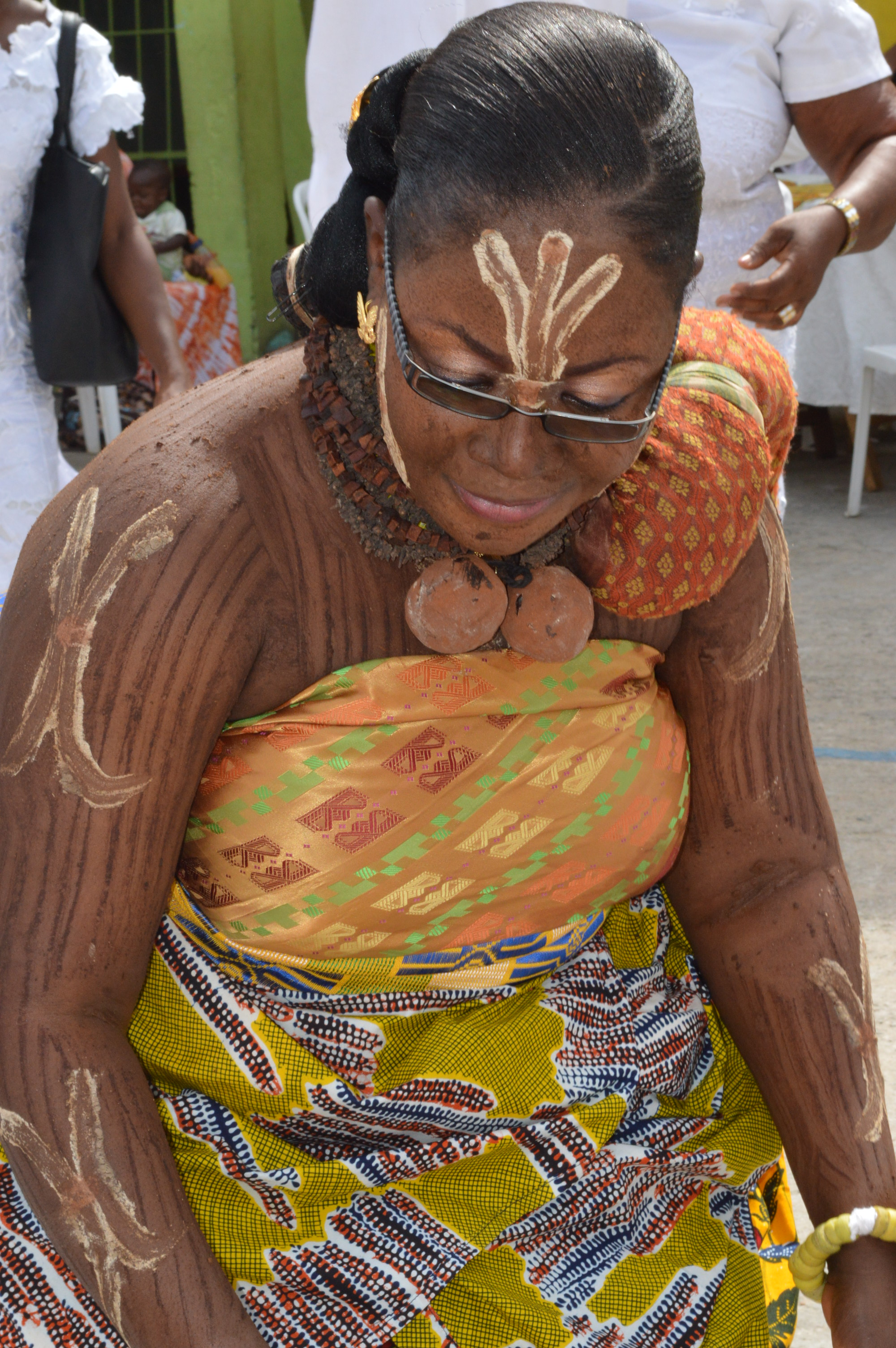
Mujer del pueblo aburé

Según la tradición akan, sus antepasados Nta Fo llegaron del norte al centro sur de Ghana y la zona oeste de Costa de Marfil sobre los siglos XI y XII. Se estima que fue una larga marcha por etapas que comenzó en la región del Chad Benue, siguiendo el Níger llegaron a su cuenca baja y atravesaron los actuales territorios de Benín y Togo para establecerse en la región de Adansi, centro de Ghana y cercana al lago Volta. De Adansi partirían los grupos Akan en oleadas que poblarían Costa de Marfil.

### La diáspora akan

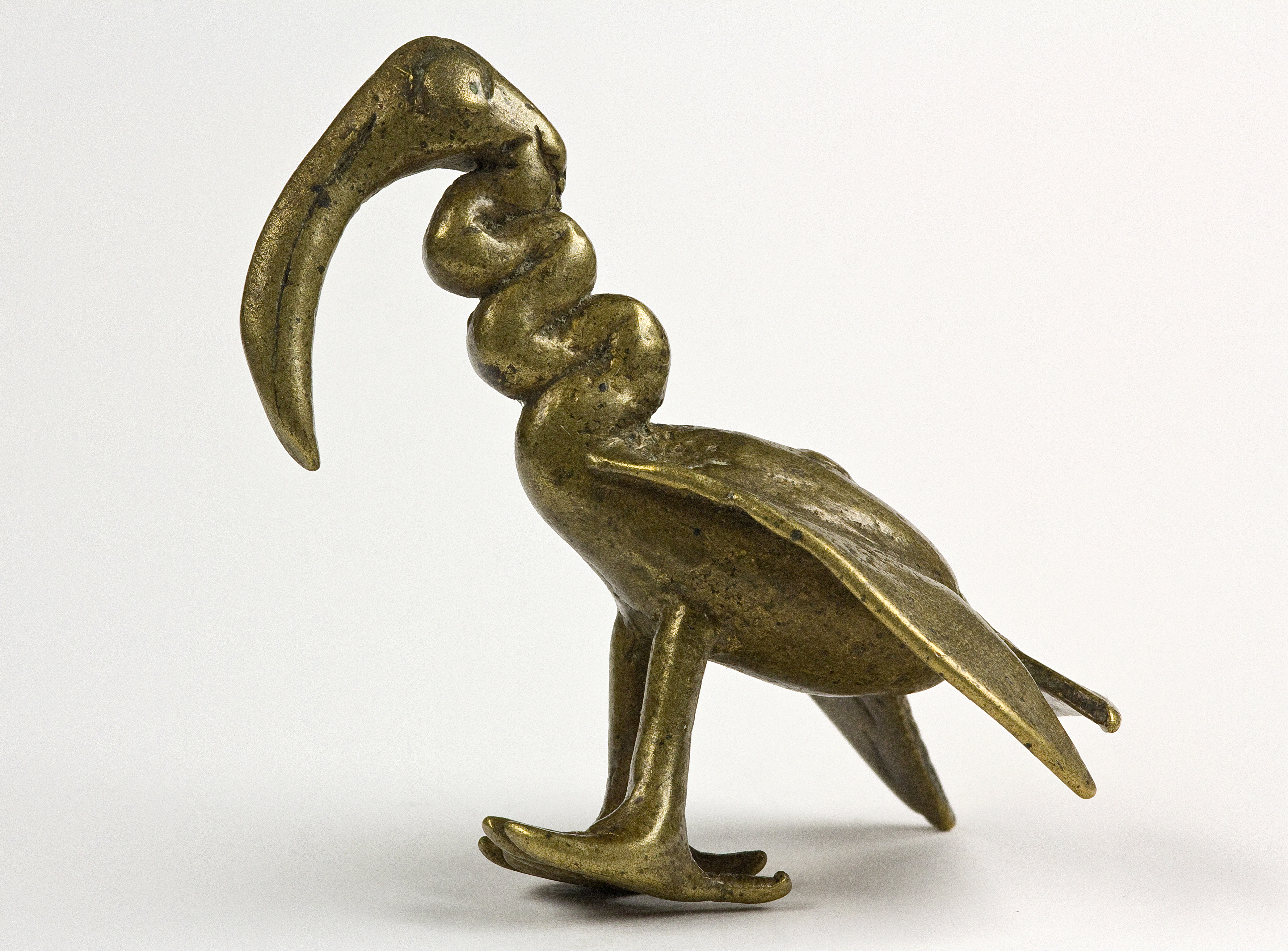
Estatuilla de la cultura akan

La gran dispersión akan se dará entre los años 1500 a 1800 d. C. Este gran movimiento de poblaciones tiene diversas causas. Las de carácter económico empujan en la exploración de nuevas regiones ricas en oro y en kola, productos que enriquecían y dinamizaban el comercio. También razones sociales, como la presión demográfica empujó a la búsqueda de nuevos territorios. Por último, razones políticas, rivalidades y disputas dinásticas que van provocando la dispersión en pequeños grupos o clanes en todas las direcciones, en procura de nuevos asentamientos.
El grupo akan que daría origen a los abure recibe el nombre de akan lagunares. Un conjunto de 12 grupos étnicos que se establecen por lo menos desde el siglo XVII en la región de lagunas al suroeste de Costa de Marfil. En el siglo XVIII el pueblo anyi, también akan, tomó las zonas costeras de Costa de Marfil y se unió con otros grupos emparentados con los que comenzaron a fundar una serie de pequeños reinos sostenidos con el comercio de oro y marfil. La zona quedará bajo la influencia del mayor de los reinos anyi, el Sanwi, con capital en Krinjabo, al norte del actual parque nacional de las islas Ehotilé.

### Los reinos aburé

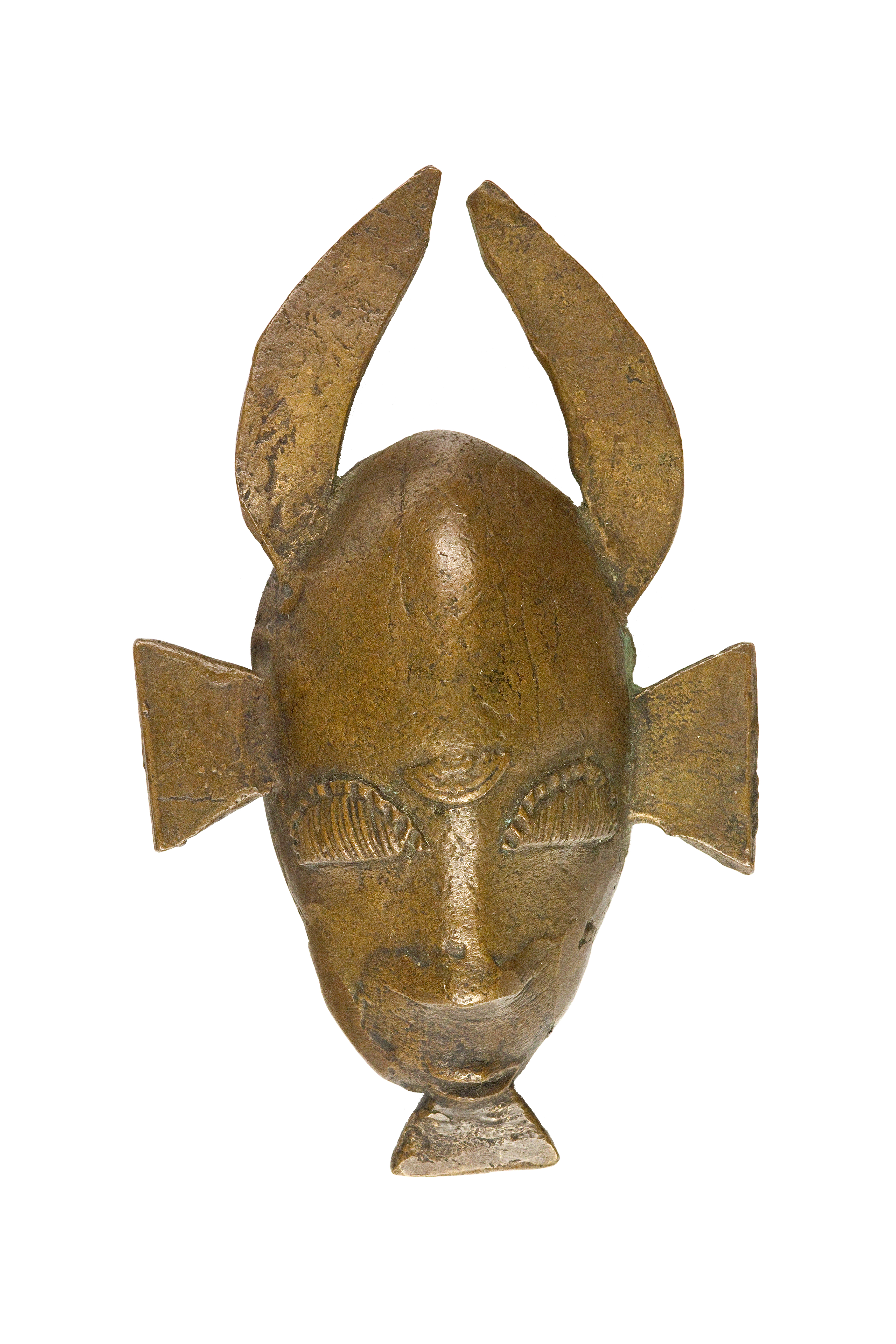
Mascarilla de la cultura akan.

Los aburé, junto con otros pueblos lagunares se integrarán al proceso de formación de estos pequeños reinos o jefaturas. Se dividirán los aburé de dos grupos, uno que intervendrá en la fundación del reino de Ndemé y otro en el de Monou.
En total, en torno al reino Sanwi, se formaron cinco reinos dominados por los pueblos akan: Ndemé, Diabé Monou, Ndentyé y Bettie. El comercio creció gracias a las rutas  que comunicaban con los mercados de Bonduku y del reino de Begho al norte del país, dominado por otro grupo de origen Akan, el pueblo abron. La prosperidad y expansión de los pueblos akan llevó a la integración o dominación de otros pueblos vecinos con los que se fueron mezclando. Entre estos pueblos se hallaban los aboisse, aqua, abakulo y los ekuebo.
En el norte de Sanwi se fundaron los estados de Ndemé (Ndenye) y Diabé, en las mismas cronologías del reino Sanwi. Además de la participación del pueblo aburé se  supone que por ser habitantes anteriores del lugar también participaron los agwa,  otros grupos de lagunas.
Hasta el año 1715 el reino de Ndemé mantenía lealtad a Aowin, pero una parte del grupo se rebeló contra tal situación y fundó el reino de Bettie. Una fracción del grupo anyi, en el que participaban miembros del aburé, cruzaron el río Camoé para crear el reino de Monou. No existe información sobre la evolución y relación entre estos reinos. Salvo que el de Ndmé terminó sometido a la autoridad asante, quedando tributario del reino Sefwi de Wiawsao.

### Época Colonial
A principios del siglo XIX la situación de los pueblos de las lagunas y costeros de Costa de Marfil gozaban de un cierto estado de pacificación. Subsistían en sus pequeños reinos, o principados formados por asociaciones familiares de diversos clanes ligados a la tradición ancestral akan. En el caso del pueblo aburé, es el momento del desarrollo de sus plantaciones de café, cacao y aceite de palma. La pesca también aporta alimentos e ingresos.
Asediados por los reinos asante, el pueblo aburé firma un tratado con Francia en 1842, durante el reinado de Kadjo Amangoa. Estretegia que seguirá otros pequeños estados y reinos nativos de Costa de Marfil, como el de  Aigini y Atokpora que hicieron lo mismo en 1843. Las fuerzas coloniales francesas instalaron puestos comerciales en la costa, consiguiendo la exclusividad del comercio a cambio de esa protección. A finales del siglo XIX se producen revueltas anticoloniales lideradas por Samori Turé, jefe del mayor imperio islámico de la época en África Occidental. Los aburé también se sublevan a pesar de que habían firmado un tratado colonial con los franceses en 1882.
En 1898 los territorios dominados por Samori Turé son derrotados y la mayoría de los reinos y estados nativos suscriben acuerdos coloniales con los franceses. Desde la metrópoli europea se crea el África occidental Francesa, que agrupará los dominios en Senegal, Malí, Guinea y Costa de Marfil, a los que posteriormente añadirá Chad, Burkina Faso y Mauritania. Las comunidades aburé quedarán desde entonces destinadas a un proceso de occidentalización y sumisión política a los europeos, como el resto de los pueblos locales.
La oposición al colonialismo continúa en el pueblo aburé y es liderada por el mismo rey que firmara el tratado colonial, Kadjo Amangoa. Sus dotes de gran guerrero y su liderazgo lo hicieron presa de las fuerzas represivas colonialistas que lo capturaron. Fue deportado a Gabón por la administración francesa donde murió en cautiverio el 16 de octubre de 1909.
Independencia
En 1946 estallan revueltas anticolonialistas en todos los territorios de África Occidental francesa. Desde el 7 de agosto de 1960 forman parte como ciudadanos de la República de Costa de Marfil.

## Sociedad
Como la mayoría de los pueblos Akan, los Abouré están dotados de una vasta y rica civilización. Siguen la tradición de la onomástica de los primeros nombres que coinciden con los días de nacimiento, un calendario tradicional que tiene la reputación de ser el más complejo de los pueblos Akan, un conjunto de creencias religiosas y prohibiciones sociales en el marco de una gran tradición marcada por varios ritos.
En todas las denominadas sociedades de lagunas de Costa de Marfil, los Abouré se distinguen por una estructura social jerárquica y organizada que marca su identidad. La organización social y política se basa en tres (instituciones principales que son:
- familias de clanes;
- generaciones o grupo de edad;
- la institución real.

## Religión
Mayoritariamente participan de alguna de las confesiones cristianas, pero mantienen la etnoreligión de los ancestros.